# Городиська сотня (Миргородський полк)
Городиська сотня (вона ж і Городищенська, Градизька) — адміністративно-територіальна та військова одиниця Миргородського полку за Гетьманщини з центром у містечку Городище. Виникла на основі Максимівської сотні Чигиринського полку.

## Історія
Ще до повстання 1648 року, у складі Чигиринського полку була Максимівська сотня. Короткий час, вона у 1661—1663 роках була у складі Кременчуцького полку як Городищенська сотня. Опісля, знову повернулась до Чигиринського полку.
За Андрусівською угодою, у 1667 році Максимівська сотня мала відійти до Лівобережних територій, підконтрольних Москві. Проте гетьман Петро Дорошенко утримував сотню аж до своєї капітуляції у 1676 році.
За рішенням гетьмана І.Самойловича та царського намісника Г.Ромодановського частина територій сотні відійшла до Чигирин-Дібровської сотні Лубенського полку, а на іншій, із колишнім сотенним містечком Максимівка утворено Городиську сотню Миргородського полку.
Сотня була ліквідована у 1782 році разом із ліквідацією всієї полково-сотенної системи Лівобережної України. На її теренах, разом із південною частиною Хорольської сотні утворено Городиський (пізніше Градизький) повіт Київського намісництва.

## Населені пункти
У 1726—1730 роках: містечко Городище. Села: Бориси (Борисівка), Жуки, Лужки, Максимівка, Опришки, Пироги, Погреби, Твердохліби (Твердохлібівка).
У 1750-х роках: місто Городище. Села: Бабичі, Бориси, Глобине, Жуки, Максимівка, Опришки, Пироги, Погреби, Пустовойтове, Твердохліби, Яроші; хутори: Вирвихвістський, Кагамлицький, Купевате Озеро, Липнячський.

## Сотенний устрій

### Сотники
- Скороход Іван (? — 1649 — ?)
- Ігнатович Лаврін (? — 1696 —?)
- Щупеня Василь (? — 1710—1717 — ?)
- Сахно, Лиходіїв Влас (? — 1719)
- Щуп Іван (1723 нак.)
- Йосипович Лаврін (1719—1725 — ?)
- Василь Петрович (1731)
- Біленко Трохим (1731—1735)
- Цапенко Йосип (1731, нак.)
- Кодинець Мойсей Кирилович (1734—1735, нак.; 1735—1762)
- Стефан (1739, нак.)
- Кодинець Іван Кирилович (1762—1768)
- Ляхович Григорій (1768—1783)

### Писарі
- Кашевський Гнат Михайлович (? -1725 — 1731)
- Іосипович Гаврило (1731 — ?)
- Михайлович Іван (? — 1738 — ?)
- Семенович Федір (? — 1741—1742)
- Сирота Ничипір (? — 1742 — ?)
- Данковський Яків (1743—1744)
- Сирота Ничипір (? — 1746—1752 — ?)
- Іванович Андрій, Кашевський Гнат, Котляревський Іван (1765—1774 — 1780 — ?)
- Гришков Абрам (? — 1767 — ?)
- Сирота Ничипір (? — 1781 — ?)

### Осавули
- Клименко Корній (? — 1741—1746 — ?)
- Клименко Карпо (? — 1752 — ?)
- Котляров Сава (1780—1781)
- Бабич Григорій (1781—1783)

### Хорунжі
- Щербина Пасько (1712)
- Щербина Марко (1719)
- Цап Яцько (1719)
- Даценко Осип (? — 1725 — ?)
- Зайченко Роман (1731)
- Устенко Герасим (? — 1741—1746 — ?)
- Жученко Іван (? — 1752 — ?)
- Ляшко Лука (1752)

### Городові отамани
- Дубина Яків (1712)
- Ілляшевич Михайло (1719)
- Чиплянухий Петро (? — 1723 — ?)
- Сердюков Влас (? — 1725—1730)
- Омельченко Сава (1731 — ?)
- Чардаш Іван (? — 1738—1742 — ?)
- Сисюркало Тиміш (1741, походний отаман)
- Голдава Іван (? — 1746 — ?)
- Домбровський Тихін (1750 — ?)
- Цапенко Йосип (? — 1752 — ?)
- Довгий Йосип (? — 1762)
- Качановський Кирило (1767—1769 — ?)
- Шульженко Максим (1771—1781)
- Котлярев Сава (1781—1783).

## Опис Городиської сотні
За описом Київського намісництва 1781 року наявні наступні дані про кількість сіл та населення Городиської сотні напередодні ліквідації:
| Населені пункти Городиської сотні                      | Дворян і шляхетства | Різночинців | Духовенства | Церковників | Греків | Хат              | Хат                   | Хат   | Хат                                        | Хат                                                           | Всього | Всього                             |
| ------------------------------------------------------ | ------------------- | ----------- | ----------- | ----------- | ------ | ---------------- | --------------------- | ----- | ------------------------------------------ | ------------------------------------------------------------- | ------ | ---------------------------------- |
| Населені пункти Городиської сотні                      | Дворян і шляхетства | Різночинців | Духовенства | Церковників | Греків | козаків виборних | козаків підпомічників | міщан | посполитих коронних, в тому числі рангових | посполитих власницьких, різночинських і козацьких підсусідків | хат    | за останньою 1764 року ревізії душ |
| містечко Городище                                      | 9                   | 19          | 5           | 1           | —      | 223              | 218                   | —     | —                                          | 208                                                           | 649    | —                                  |
| село Максимівка                                        | —                   | —           | 1           | 2           | —      | —                | —                     | —     | —                                          | 104                                                           | 104    | —                                  |
| село Пироги                                            | —                   | 1           | 2           | 2           | —      | 104              | 43                    | —     | —                                          | 32                                                            | 179    | —                                  |
| село Яроші                                             | —                   | 3           | 1           | 2           | —      | 58               | 62                    | —     | —                                          | 21                                                            | 141    | —                                  |
| село Устимівка                                         | 2                   | —           | 1           | 2           | —      | —                | —                     | —     | —                                          | 90                                                            | 90     | —                                  |
| село Твердохліби                                       | —                   | —           | 2           | 1           | —      | —                | —                     | —     | —                                          | 31                                                            | 31     | —                                  |
| селище Бабичівка                                       | 1                   | —           | —           | —           | —      | 43               | 15                    | —     | —                                          | 13                                                            | 71     | —                                  |
| селище Погреби                                         | —                   | —           | —           | —           | —      | —                | —                     | —     | —                                          | 39                                                            | 39     | —                                  |
| село Бориси                                            | —                   | —           | 2           | 1           | —      | 107              | 57                    | —     | —                                          | 23                                                            | 187    | —                                  |
| село Опришки                                           | 1                   | —           | —           | 1           | —      | 91               | 30                    | —     | —                                          | 36                                                            | 157    | —                                  |
| село Жуки                                              | —                   | —           | 2           | 1           | —      | 44               | 38                    | —     | —                                          | 46                                                            | 128    | —                                  |
| слобода Устимівка                                      | —                   | —           | —           | —           | —      | —                | —                     | —     | —                                          | 32                                                            | 32     | —                                  |
| село Глобине                                           | 1                   | —           | 1           | 2           | —      | —                | —                     | —     | —                                          | 239                                                           | 239    | —                                  |
| село Пустовійтове                                      | —                   | —           | 1           | 1           | —      | —                | —                     | —     | —                                          | 94                                                            | 94     | —                                  |
| 1. хутір військового товариша Черепахи                 | —                   | —           | —           | —           | —      | —                | —                     | —     | —                                          | 1                                                             | 1      | —                                  |
| 2. хутір монастиря Пиво городиського                   | —                   | —           | —           | —           | —      | —                | —                     | —     | —                                          | 1                                                             | 1      | —                                  |
| 3. хутір сотника Ляховича                              | —                   | —           | —           | —           | —      | —                | —                     | —     | —                                          | 2                                                             | 2      | —                                  |
| 4. хутір того ж Ляховича                               | —                   | —           | —           | —           | —      | —                | —                     | —     | —                                          | 16                                                            | 16     | —                                  |
| 5. хутір Пиво-городиського монастиря                   | —                   | —           | —           | —           | —      | —                | —                     | —     | —                                          | 13                                                            | 13     | —                                  |
| 6. хутір кадета Кодинця                                | —                   | —           | —           | —           | —      | —                | —                     | —     | —                                          | 3                                                             | 3      | —                                  |
| 7. хутір козака Іваненка, він же і Житко               | —                   | —           | —           | —           | —      | 3                | —                     | —     | —                                          | —                                                             | 3      | —                                  |
| 8. хутір військового товариша Черепахи                 | —                   | —           | —           | —           | —      | —                | —                     | —     | —                                          | 2                                                             | 2      | —                                  |
| 9. хутір козака Ігнатенка                              | —                   | —           | —           | —           | —      | 5                | —                     | —     | —                                          | —                                                             | 5      | —                                  |
| 10. хутір козака Горкушенка                            | —                   | —           | —           | —           | —      | 2                | —                     | —     | —                                          | —                                                             | 2      | —                                  |
| 11. хутір коморника Ведмедя                            | —                   | —           | —           | —           | —      | —                | —                     | —     | —                                          | 2                                                             | 2      | —                                  |
| 12. хутір осавула сотенного Баранника                  | —                   | 1           | —           | —           | —      | —                | —                     | —     | —                                          | 2                                                             | 2      | —                                  |
| 13. хутір козака Осташка                               | —                   | —           | —           | —           | —      | 7                | —                     | —     | —                                          | —                                                             | 7      | —                                  |
| 14. хутір козаків Косогляда і Крупки                   | —                   | —           | —           | —           | —      | —                | —                     | —     | —                                          | 2                                                             | 2      | —                                  |
| 15. хутір козаків Жорнаків і Галочки                   | —                   | —           | —           | —           | —      | 3                | —                     | —     | —                                          | —                                                             | 3      | —                                  |
| 16. хутір козака Овчаренка                             | —                   | —           | —           | —           | —      | —                | 1                     | —     | —                                          | —                                                             | 1      | —                                  |
| 17. хутір козаків Лихманів                             | —                   | —           | —           | —           | —      | 4                | —                     | —     | —                                          | —                                                             | 4      | —                                  |
| 18. хутір козака Пилипенка                             | —                   | —           | —           | —           | —      | 5                | —                     | —     | —                                          | —                                                             | 5      | —                                  |
| 19. хутір козака Трофименка                            | —                   | —           | —           | —           | —      | 2                | —                     | —     | —                                          | —                                                             | 2      | —                                  |
| 20. хутір козака Юхна                                  | —                   | —           | —           | —           | —      | 3                | —                     | —     | —                                          | —                                                             | 3      | —                                  |
| 21. хутір значкового товариша Бѣленка                  | —                   | 1           | —           | —           | —      | —                | —                     | —     | —                                          | 9                                                             | 9      | —                                  |
| 22. хутір козаків Василенків                           | —                   | —           | —           | —           | —      | 3                | —                     | —     | —                                          | 2                                                             | 5      | —                                  |
| 23. хутір сотника Кодинця                              | —                   | —           | —           | —           | —      | —                | —                     | —     | —                                          | 23                                                            | 23     | —                                  |
| 24. хутір козаків Турубарів                            | —                   | —           | —           | —           | —      | 4                | —                     | —     | —                                          | —                                                             | 4      | —                                  |
| 25. хутір кадета Кодинця                               | —                   | —           | —           | —           | —      | —                | —                     | —     | —                                          | 3                                                             | 3      | —                                  |
| 26. хутір козака Кабана                                | —                   | —           | —           | —           | —      | —                | 1                     | —     | —                                          | —                                                             | 1      | —                                  |
| 27. хутір козака Думенка                               | —                   | —           | —           | —           | —      | —                | 1                     | —     | —                                          | —                                                             | 1      | —                                  |
| 28. хутір підпоручника Радкевича                       | 1                   | —           | —           | —           | —      | —                | —                     | —     | —                                          | 3                                                             | 3      | —                                  |
| 29. хутір значкового товариша Осиповича                | —                   | —           | —           | —           | —      | —                | —                     | —     | —                                          | 2                                                             | 2      | —                                  |
| 30. хутір священика Лазаревича                         | —                   | —           | —           | —           | —      | —                | —                     | —     | —                                          | 2                                                             | 2      | —                                  |
| 31. хутір козака Бугайця                               | —                   | —           | —           | —           | —      | 5                | —                     | —     | —                                          | —                                                             | 5      | —                                  |
| 32. хутір священика Пурхівського                       | —                   | —           | —           | —           | —      | —                | —                     | —     | —                                          | 5                                                             | 5      | —                                  |
| 33. хутір писаря сотенного Котляревського              | —                   | —           | —           | —           | —      | —                | —                     | —     | —                                          | 2                                                             | 2      | —                                  |
| 34. хутір священика Давидова                           | —                   | —           | —           | —           | —      | —                | —                     | —     | —                                          | 4                                                             | 4      | —                                  |
| 35. хутір козака Хоруженка                             | —                   | —           | —           | —           | —      | 3                | —                     | —     | —                                          | —                                                             | 3      | —                                  |
| 36. хутори козаків Мамонів                             | —                   | —           | —           | —           | —      | 7                | —                     | —     | —                                          | 2                                                             | 9      | —                                  |
| 37. хутір козака Дубини                                | —                   | —           | —           | —           | —      | 2                | —                     | —     | —                                          | —                                                             | 2      | —                                  |
| 38. хутір козака Жорняка                               | —                   | —           | —           | —           | —      | 4                | —                     | —     | —                                          | —                                                             | 4      | —                                  |
| 39. хутір козака Петлѣ                                 | —                   | —           | —           | —           | —      | 3                | —                     | —     | —                                          | —                                                             | 3      | —                                  |
| 40. хутір козака Воловика                              | —                   | —           | —           | —           | —      | 2                | —                     | —     | —                                          | —                                                             | 2      | —                                  |
| 41. хутір сотника Кодинця                              | —                   | —           | —           | —           | —      | —                | —                     | —     | —                                          | 4                                                             | 4      | —                                  |
| 42. хутір козака Покотила                              | —                   | —           | —           | —           | —      | 3                | —                     | —     | —                                          | —                                                             | 3      | —                                  |
| 43. хутір військового товариша Бѣлаша                  | —                   | —           | —           | —           | —      | —                | —                     | —     | —                                          | 7                                                             | 7      | —                                  |
| 44. хутір Купїоватий                                   | —                   | 1           | —           | —           | —      | —                | —                     | —     | —                                          | 12                                                            | 12     | —                                  |
| 45. хутір військового товариша Устимовича              | —                   | —           | —           | —           | —      | —                | —                     | —     | —                                          | 1                                                             | 1      | —                                  |
| 46. хутір писаря земського Устимовича                  | —                   | —           | —           | —           | —      | —                | —                     | —     | —                                          | 25                                                            | 25     | —                                  |
| 47. хутір козака Жука                                  | —                   | —           | —           | —           | —      | 3                | —                     | —     | —                                          | 2                                                             | 5      | —                                  |
| 48. хутір значкових товаришів Лεускихъ                 | —                   | 2           | —           | —           | —      | —                | —                     | —     | —                                          | 4                                                             | 4      | —                                  |
| 49. хутір козаків Саранчів                             | —                   | —           | —           | —           | —      | 5                | —                     | —     | —                                          | 2                                                             | 7      | —                                  |
| 50. хутір значкового товариша Стародуба                | —                   | 1           | —           | —           | —      | —                | —                     | —     | —                                          | 2                                                             | 2      | —                                  |
| 51. хутір значкового товариша Швидѣ                    | —                   | —           | —           | —           | —      | —                | —                     | —     | —                                          | 2                                                             | 2      | —                                  |
| 52. хутір монастиря Городиського Миколаївського        | —                   | —           | —           | —           | —      | —                | —                     | —     | —                                          | 6                                                             | 6      | —                                  |
| 53. хутір козака Турубари                              | —                   | —           | —           | —           | —      | 2                | —                     | —     | —                                          | —                                                             | 2      | —                                  |
| 54. хутір Кагамлик, монастиря Городиського             | —                   | —           | —           | —           | —      | —                | —                     | —     | —                                          | 8                                                             | 8      | —                                  |
| 55. хутір значкового товариша Лεуского                 | —                   | —           | —           | —           | —      | —                | —                     | —     | —                                          | 1                                                             | 1      | —                                  |
| 56. хутір козака Бабича                                | —                   | —           | —           | —           | —      | —                | 1                     | —     | —                                          | —                                                             | 1      | —                                  |
| 57. хутір козака Бугайця                               | —                   | —           | —           | —           | —      | —                | 1                     | —     | —                                          | —                                                             | 1      | —                                  |
| 58. хутір козака Череваня                              | —                   | —           | —           | —           | —      | 2                | —                     | —     | —                                          | —                                                             | 2      | —                                  |
| 59. хутір козака Пѣнчука                               | —                   | —           | —           | —           | —      | 3                | —                     | —     | —                                          | —                                                             | 3      | —                                  |
| 60. хутори козака Степаненка                           | —                   | —           | —           | —           | —      | —                | 1                     | —     | —                                          | —                                                             | 1      | —                                  |
| 61. хутір козака Чалѣя                                 | —                   | —           | —           | —           | —      | —                | 1                     | —     | —                                          | —                                                             | 1      | —                                  |
| 62. хутір священика Городецького                       | —                   | —           | —           | —           | —      | —                | —                     | —     | —                                          | 2                                                             | 2      | —                                  |
| 63. хутір монастиря Пиво-Городиського піданного Швачки | —                   | —           | —           | —           | —      | —                | —                     | —     | —                                          | 1                                                             | 1      | —                                  |
| 64. хутір возного Пилипенка                            | —                   | —           | —           | —           | —      | —                | —                     | —     | —                                          | 1                                                             | 1      | —                                  |
| 65. хутір козака Чаплянського                          | —                   | —           | —           | —           | —      | —                | —                     | —     | —                                          | 2                                                             | 2      | —                                  |
| 66. хутір козака Винника                               | —                   | —           | —           | —           | —      | 2                | —                     | —     | —                                          | —                                                             | 2      | —                                  |
| 67. хутір козака Кочерги                               | —                   | —           | —           | —           | —      | 7                | —                     | —     | —                                          | —                                                             | 7      | —                                  |
| 68. хутір козака Святелика                             | —                   | —           | —           | —           | —      | 5                | —                     | —     | —                                          | —                                                             | 5      | —                                  |
| 69. хутір сотника Долгого                              | —                   | —           | —           | —           | —      | —                | —                     | —     | —                                          | 4                                                             | 4      | —                                  |
| Всього у сотні Городиській                             | 15                  | 29          | 18          | 16          | —      | 771              | 470                   | —     | —                                          | 1193                                                          | 2434   | 5897                               |